# Woomera Immigration Reception and Processing Centre

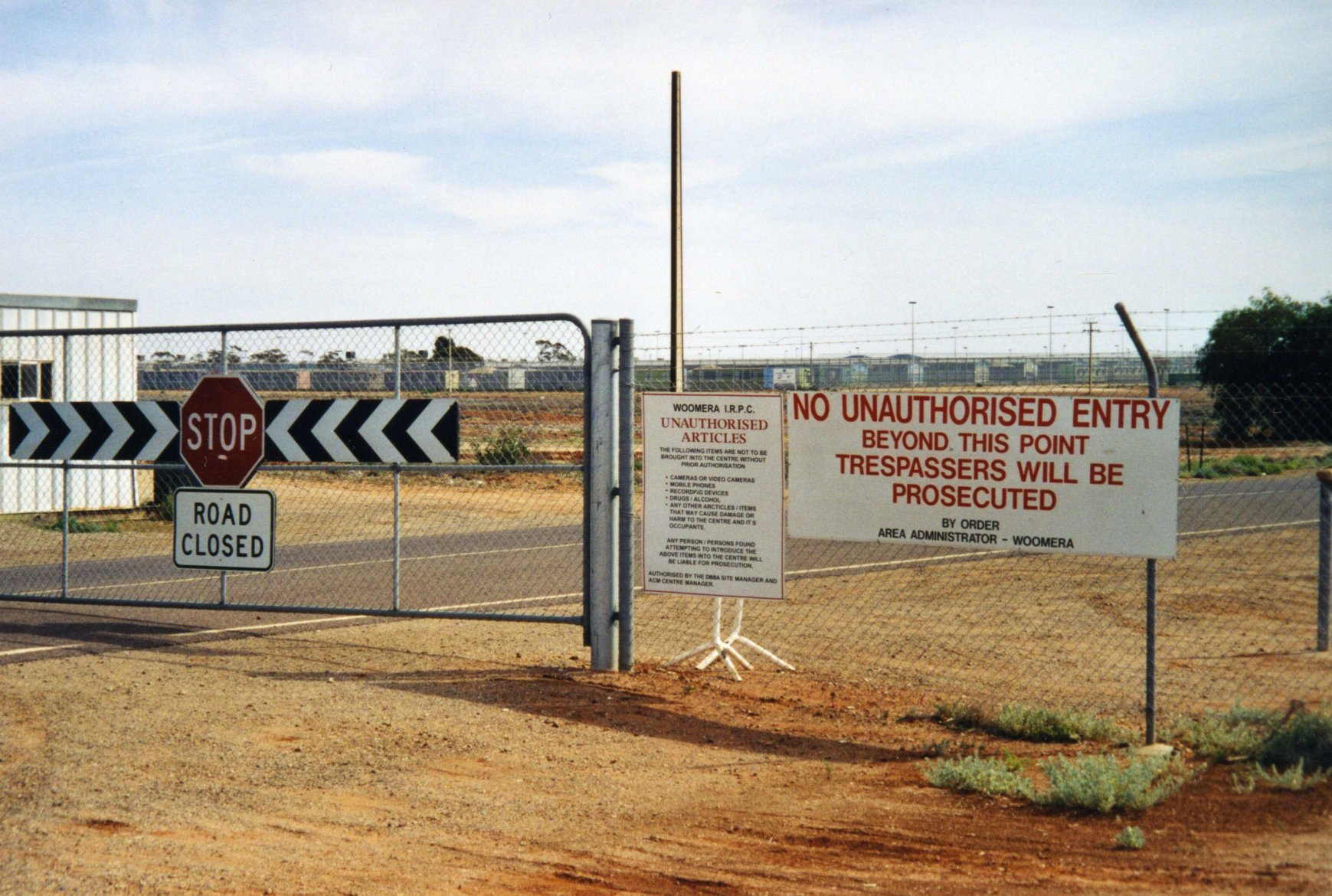
Der Eingang zum Lager (April 2003)

Das Woomera Immigration Reception and Processing Centre (kurz Woomera Detention Centre) war eine Einwanderungshaftanstalt für Asylsuchende, die nahe dem Dorf Woomera im Outback in South Australia lag. Das Flüchtlingslager lag weit entfernt von größeren Ortschaften auf dem ehemaligen Raketentestgelände Woomera Prohibited Area, wo sich ungenutzte Gebäude des Woomera West Construction Camp befanden. Im Verlauf seines Bestehens kam es im Internierungslager zu erheblichen Überbelegungen, zahlreichen Unruhen, Hungerstreiks und Suizid- sowie Fluchtversuchen. Das 1999 gegründete Lager wurde bereits 2003 wieder geschlossen. Es gab zahlreiche Proteste gegen die Verhältnisse im Lager selbst, wie auch von außen durch Menschenrechtsgruppen und vom Hohen Flüchtlingskommissar der Vereinten Nationen.

## Vorgeschichte
Nachdem im Jahr 1996 John Howard von der Liberal Party of Australia die Wahl zum Premierminister gewonnen hatte, bildete er eine Regierungskoalition mit der National Party of Australia und verfolgte eine rigide Migrationspolitik. Diese Regierung verfolgte das Ziel, Asylverfahren in Lagern zu eröffnen und sie bis Klärung ihres Status festzuhalten und ggf. von dort abzuschieben. Gegen Ende des 1990er Jahre kam es zu einem Andrang von Asylsuchenden. Die Internierungslager Port Hedland Immigration Reception and Processing Centre und Curtin Immigration Reception and Processing Centre waren überfüllt, daher entschied die nationalliberale Regierung, ein weiteres Lager zu eröffnen.

## Lager
Das Lager befand sich auf einer baumlosen Ebene in einer wüstenähnlichen Landschaft, fern von urbanen Zentren. In den heißen australischen Sommern konnten Temperaturen über 40 °Celsius ansteigen. Bei diesen Temperaturen waren die Gebäude, in denen die Asylsuchenden untergebracht waren, völlig überhitzt. Das Internierungslager bei Woomera hatte eine Kapazität von 400 Personen und war bereits im April 2000 mit nahezu 1500 Personen überbelegt. In dem von Stacheldraht umzäunten Lager waren vor allem Flüchtlinge aus Afghanistan untergebracht, die vor dem Krieg in Afghanistan seit 2001 geflohen waren.

## Lagerverwaltung
Der private Sicherheitsdienst, den das australische Department of Immigration and Border Protection mit der Verwaltung des Lagers beauftragte, setzte Personalkräfte ein, von denen die wenigsten auf eine entsprechende psychologische und medizinische Ausbildung zurückgreifen konnten. Es gab zeitweise beispielsweise lediglich zwei Frauen für 1000 Asylsuchende, die für kranke Insassen zuständig waren, die keine Ausbildung hatten. Zur Bearbeitung von Asylanträgen waren 3 Personen zuständig. Es war zu wenig Personal eingesetzt. Das Lagerpersonal konnte aufgrund mangelnder Qualifikation auf posttraumatischen Stress, Nervenzusammenbrüche und Selbstmordversuche der Lagerinsassen kaum adäquat reagieren. Es soll zu Hunderten von Selbstverletzungen und Suizidversuchen gekommen sein. Verschärfend kam hinzu, dass eine Bearbeitung der Asylanträge bis zu drei Jahren dauerte.
Die Betreuung der Kinder in dem Lager wies erhebliche Mängel auf. Nach Angaben der Australian Human Rights Commission befanden sich beispielsweise am 1. September 2001 456 Kinder unter den 1442 Lagerinsassen. Die durchschnittliche Verweildauer je Kind in den australischen Internierungslagern hatte sich seit 1999 laufend erhöht und belief sich am 26. Dezember 2003 auf 1 Jahr, 8 Monate und 11 Tage.

## Proteste
Im Juni 2000 brachen etwa 480 Asylsuchende aus dem Lager aus und marschierten bis nach Woomera.
Unruhen mit Brandstiftungen, an denen sich 60 bis 80 Asylsuchende beteiligten, entstanden im August 2000. Zur Niederschlagung der Unruhe wurden Tränengas und Wasserwerfer eingesetzt. 32 Angestellte des Lagers wurden bei den Auseinandersetzungen verletzt.
Bereits in den ersten Monaten des Jahres 2001 protestierten Menschenrechtsgruppen gegen die Verhältnisse im Lager. Im Verlauf des Jahres 2001 kam es zu mehreren Unruhen im Lager, wobei diese unter Einsatz von Tränengas und Wasserwerfern niedergeschlagen wurden. Insgesamt gab es acht Brandstiftungen bis zum 19. Dezember 2001.

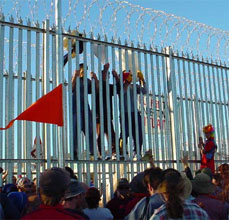
Protest am Zaun des Lagers (27. März 2002)

Im Januar 2002 traten mehr als 200 Asylsuchende in einen Hungerstreik. Nach Beendigung dieses Streiks im Februar 2002 zeigte sich die UNHCR zwar darüber erfreut, dass dieser Hungerstreik beendet werden konnte, forderte allerdings in diesem Zusammenhang die australische Regierung auf, ihre Migrationspolitik zu überdenken und zu ändern. Im März 2002 protestierten 1000 Lagerinsassen. Im Verlauf dieses Protests flüchteten etwa 50 Lagerinsassen über den Zaun des Lagers. Der größte Teil der Flüchtigen wurde wieder zurückgeführt. Dieser Protest stand im Zusammenhang mit dem Woomera 2002 Festival of Freedom, an dem sich australische Menschenrechtsaktivisten und zahlreiche Aborigines der regional ansässigen Kokatha und Arabunna beteiligten.
Im Juni 2002 traten 190 Lagerinsassen in einen Hungerstreik und 50 davon sollen sich aus Protest die Lippen zusammengenäht haben.

## Schließung
Nach der Schließung des Lagers im April 2003 wurden die verbliebenen Asylsuchenden ins Baxter Immigration Reception and Processing Centre verlegt.